# 浮山岛
30°40′59.6″N 121°25′22.6″E / 30.683222°N 121.422944°E
浮山岛又名烏龜山或烏龜島，是中華人民共和國上海市金山區的一個島嶼，位於大金山島以南0.63公里，面積為0.041平方公里，東西長290米，南北寬183米，海岸線為0.85公里，島上山峰海拔為30.8米。

## 歷史
1949年5月13日，中國人民解放軍攻佔金山縣後，浮山島作為解放軍的靶場。1974年靶場撤銷。1993年6月5日，浮山島被列入金山三島海洋自然保護區。2008年12月7日，當地政府在浮山島上設立島碑。島碑正面刻有「浮山島」、「FUSHANDAO」、「上海市人民政府」、「2008」。